# Nogometni Klub Piran
Il Nogometni klub Piran è stata una società calcistica slovena con sede nella città istriana di Pirano. Il club fu fondato nel 1925 e si sciolse nel corso della stagione 1997-98. La società fu rifondata nel 1998 con la denominazione di NK Portorož Piran ma la continuità con il vecchio club non viene riconosciuta dalla federazione calcistica della Slovenia. Il club disputava i propri incontri interni allo Stadion Pod Obzidjem.

## Storia
Fondato nel 1925, non prese parte a competizioni ufficiali di rilievo nel periodo in cui Pirano apparteneva al Regno d'Italia. Nel 1945, sul finire della seconda guerra mondiale, Pirano fu occupata dall'Esercito Popolare di Liberazione della Jugoslavia con espliciti intenti annessionistici (per via della molto esigua minoranza slovena). Le autorità di occupazione favorirono la nascita di società polisportive di cultura fisica, tra cui il C.S. Pirano, che aderì all'UCEF (Unione dei Circoli di Educazione Fisica), organizzazione sportiva istituita anche con lo scopo di mobilitare le popolazioni locali in favore della Jugoslavia. La sezione calcio del C.S. Pirano prese parte al campionato della Regione Giulia organizzato dall'UCEF nella stagione 1946-1947. Nel settembre 1947 entrò in vigore il trattato di pace, con cui Pirano entrava a far parte della zona B (anche detta "jugoslava") del Territorio Libero di Trieste, e il C.S. Pirano continuò a prendere parte al massimo campionato dell'UCEF che assunse la denominazione di "Campionato del Territorio Libero di Trieste", classificandosi al secondo posto nelle stagioni 1949-1950 e 1950-1951. Nella stagione 1949-1950 fu "campione d'inverno" ma nel girone di ritorno subì il sorpasso dell'Arrigoni di Isola che si aggiudicò così il titolo. Nella stagione successiva la vittoria del campionato sfumò a causa della sconfitta interna, all'ultima giornata, dell'Arrigoni di Isola contro il Montebello di Trieste che così si laureò campione: il giornale La nostra lotta si lamentò per lo scarso impegno degli isolani, ormai estromessi dalla lotta per il titolo, e insinuò la possibilità che avessero preferito lasciare vincere gli avversari pur di impedire ai rivali di Pirano di aggiudicarsi il campionato.
Nell'autunno 1951 le società della zona B del TLT, compreso il Pirano, si affiliarono alla Federazione calcistica della Jugoslavia, e fu organizzato, in luogo del regolare campionato del TLT dell'UCEF (che coinvolgeva anche le squadre della zona A), un campionato del "Circondario dell'Istria" (ossia la zona B del TLT) le cui migliori classificate avrebbero avuto la possibilità di essere ammesse nelle leghe repubblicane slovena o croata del campionato jugoslavo di calcio. Il campionato circondariale 1951-1952 fu vinto dall'Isola, che fu così ammessa alla Lega repubblicana slovena, mentre il Pirano si classificò al secondo posto. Nell'estate 1952 le squadre della zona B del TLT presero per la prima volta parte alle qualificazioni per la Coppa di Jugoslavia, nelle quali il Pirano fu eliminato dall'Isola. Nel mese di luglio 1952 l'UCEF organizzò il campionato del TLT in forma ridotta, come quadrangolare a eliminazione diretta: il Pirano riuscì per la prima volta a conquistare il titolo di campione del TLT, imponendosi per 3-1 sul S. Anna di Trieste in semifinale e per 2-1 sull'Inter (sempre di Trieste). Nella stagione 1952-1953 il Pirano si classificò ancora al secondo posto nel campionato locale, organizzato dalla Sottolega di Capodistria, ma fu comunque ammesso nella Lega Repubblicana Slovena insieme all'Aurora di Capodistria.
L'esordio nella Lega Repubblicana Slovena, nella stagione 1953-1954, fu alquanto positivo e la squadra, costituita ancora predominantemente da giocatori italofoni, vinse addirittura il girone della Slovenia occidentale, guadagnandosi così l'accesso alla finale contro il vincitore del girone sloveno-orientale: lo Zeleznicar di Maribor tuttavia vinse la partita di andata per 6-0 e non bastò la vittoria per 2-1 a Pirano per ribaltare la situazione. La promozione nella Lega Inter-repubblicana sloveno-croata fu così appannaggio dello Zeleznicar. Nel frattempo, con la firma del Memorandum di Londra (5 ottobre 1954), la zona B del TLT passò sotto l'amministrazione civile jugoslava (l'annessione de iure avvenne solo nel 1975 con il trattato di Osimo), e ciò contribuì a intensificare ulteriormente l'esodo degli italiani dalla zona B, già cominciato nell'autunno dell'anno prima. Tra gli esuli vi erano anche diversi calciatori locali, indebolendo considerevolmente il Pirano che nella stagione 1954-1955 si classificò soltanto all'ultimo posto nel girone sloveno-occidentale, con conseguente retrocessione nei campionati locali.
Il Pirano militò per i successivi 35 anni nei campionati minori, senza riuscire a riconquistare la promozione nella Lega Repubblicana Slovena. Con l'esodo ormai completato, nella seconda metà degli anni cinquanta la cittadina fu ripopolata con slavi (soprattutto sloveni) provenienti da altre parti della Jugoslavia e la squadra, ormai costituita predominantemente da elementi slavi, assunse la denominazione di NK Piran. Nella stagione 1990-1991, l'ultima prima dell'indipendenza della Slovenia, militava nel sesto livello jugoslavo (il terzo sloveno).
Con l'indipendenza della Slovenia (estate 1991), il Piran fu ammesso alla Druga slovenska nogometna liga ("Seconda lega calcistica slovena"), il secondo livello. Nella stagione 1991-1992, a causa della decisione di trasformare la seconda serie slovena in un campionato a girone unico, l'ottavo posto nel girone occidentale non bastò al Piran per salvarsi dalla retrocessione in Terza Lega. I piranesi riuscirono comunque a vincere il campionato di terzo livello già nella stagione successiva tornando in Druga Liga. Dopo alcune tranquille salvezze, nella stagione 1996-1997 il Piran si classificò al penultimo posto retrocedendo in Terza Lega. A causa delle difficoltà economiche il club non riuscì a completare la stagione 1997-1998 in Terza Lega, sciogliendosi per dissesto finanziario a campionato in corso.
Nel 1998 fu rifondato con la denominazione di NK Portorož Piran (vigendo il bilinguismo la denominazione ufficiale in lingua italiana è Club Calcistico Portorose Pirano). La continuità con il vecchio club, tuttavia, non viene riconosciuta dalla federazione calcistica della Slovenia.